# Senhor do sábado

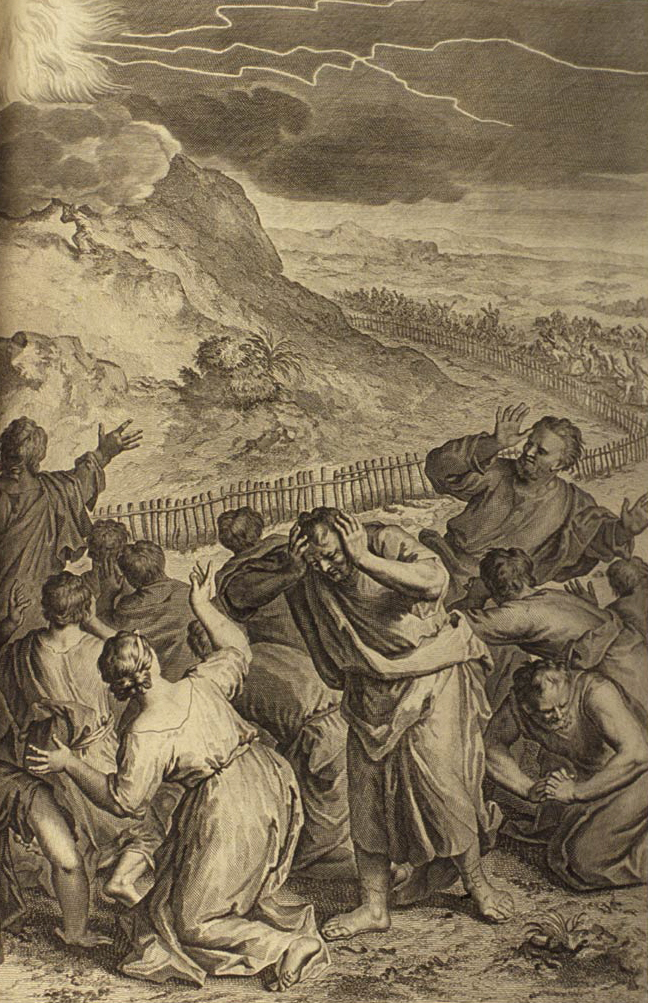
Proclamação dos Dez Mandamentos.
1728. Ilustração por Gerard Hoet (1648–1733) e outros, publicada por P. de Hondt em Haia

Senhor do Sábado ou Senhor do Sabá é um episódio da vida de Jesus que aparece nos três evangelhos sinóticos, em Mateus 12:1–8, Lucas 6:1–5 e Marcos 2:23–28. Ele relata o encontro de Jesus, seus apóstolos e os fariseus na primeira de suas "quatro controvérsias sobre o Sabbath".

## Narrativa bíblica
De acordo com o Evangelho de Marcos:
| “ | «Caminhando Jesus pelas searas em um sábado, os seus discípulos, ao passarem, começaram a colher espigas. Os fariseus lhe perguntaram: Olha, por que fazem eles no sábado o que não é lícito? Ele lhes respondeu: Nunca lestes o que fez David, quando se viu em necessidade e teve fome, ele e seus companheiros? Como entrou na casa de Deus, sendo Abiatar sumo sacerdote, e comeu os pães da proposição, os quais só aos sacerdotes era lícito comer, e ainda deu aos seus companheiros? Acrescentou: O sábado foi feito por causa do homem, e não o homem por causa do sábado; assim o Filho do Homem é senhor até do sábado.» (Marcos 2:23–28) | ” |

## Interpretação
Há diferentes interpretações sobre a referência ao Filho do Homem, inclusive no trecho em Evangelho de Mateus. Ela pode significar que Jesus estaria alegando ser Deus ou apenas que os apóstolos estavam livres para fazerem o que quiserem no sábado.
LEIA: Mateus 12:11–12, Deuteronômio 23:24, 25
Você se preocuparia com sua ovelha no sábado, mas não com o próximo!?
Jesus não aboliu a Lei do Decálago ou se opôs, mas quebrou este paradigma farisaico da Mishnah, por isso curas e milagres no Sábado do Senhor, Ele poderia passar 40 dias de jejum, porém fez o bem aos discípulos que estavam famintos.
"É LÍCITO FAZER O BEM AO PRÓXIMO NO SÁBADO."
Para melhor compreensão leia abaixo o Comentário Bíblico
A Mishnah enumera 39 tipos prineipais de trabalho proibidos no sábado (Shabbath, 7.2, ed. Soncino, p. 348, 349).
Comentário Bíblico Adventista Sétimo Dia Vol.5 Página 637
SDA Bible Commentary Vol.5
SDABC Vol.5 - Mark - Ebook PDF
Neste trecho, Jesus lembra os discípulos de uma história sobre David encontrada em I Samuel (I Samuel 21:31), na qual ele havia recebido permissão para comer o pão da proposição reservado aos sacerdotes (detalhado em Levítico 24:5–9). Assim, se David pôde quebrar um mandamento por causa da fome, Jesus também poderia. Em Marcos, Jesus afirma que isto teria ocorrido quando Abiatar era sumo sacerdote enquanto que o texto em Samuel afirma que o sumo sacerdote na época era Aimeleque, pai de Abiatar. Nem Lucas e nem Mateus citam um nome. É possível que Marcos tenha simplesmente cometido um erro ou estava de posse de uma cópia incompleta ou incorreta do Livro de Samuel. Uns poucos manuscritos de Marcos omitem esta frase, mas a maior parte dos acadêmicos acredita que o nome do sumo sacerdote de fato foi escrito por Marcos e não por um copista posterior.
O capítulo 2 de Marcos termina com Jesus afirmando que é também o Senhor do Sábado (Marcos 2:27–28), uma confirmação da precedência das necessidades humanas frente à estrita observância da Lei. Alguns vêm nisto uma ruptura em relação ao entendimento judaico sobre a Lei (veja Cristianismo e judaísmo). Tanto Lucas (Lucas 6:1–5) quanto Mateus (Mateus 12:1–8) não trazem a sentença da passagem em Marcos, "O sábado foi feito por causa do homem, e não o homem por causa do sábado". Defensores da hipótese do documento Q afirmam que Lucas e Marcos, ao copiarem este trecho de Marcos, omitiram a frase por considerá-la muito radical. Jesus afirma na frase saber para que serve o sabá — e, portanto, a mente de Deus — e se iguala ao "Senhor do Sábado", que é Deus, uma afirmação com importantes implicações cristológicas.
Lucas relata que o evento ocorreu numa data específica, σαββατω δευτεροπρωτω ("sabbatō deuteroprōtō"), um trecho que não aparece em todas as versões em português (como a Tradução Brasileira da Bíblia em Lucas 6:1 ou na Nova Versão Internacional), mas que, na Almeida Corrigida e Revisada Fiel é traduzido como "segundo sábado após o primeiro", uma frase que não aparece mais em lugar nenhum em todo o Novo Testamento. Jeremy Myers sugere que este seria o dia do Shavuot ("Festival das Semanas"), o que poderia dar um significado adicional ao ato de Jesus, pois apenas os sacerdotes podiam colher trigo e processá-lo no sabá para fazer o pão da proposição (que eles podiam comer). Jesus concedeu este privilégio aos seus discípulos, indicando, em essência, que o sacerdócio estaria aberto para todos. Esta tese indicaria uma ruptura radical com os costumes e estruturas sociais antigas e seria particularmente danoso para os sacerdotes.
O pensamento majoritário entre os acadêmicos é de que o sabá — e a observância adequada da Lei Mosaica em geral — era um ponto de discórdia entre Jesus e outros mestres judeus. Uma visão minoritária, defendida por estudiosos como E. P. Sanders, é de que nada disso constitui uma prova de uma rejeição da Lei. Sanders afirma, por exemplo, que não havia um conflito significativo entre os fariseus vistos como um grupo e Jesus e que a igreja demorou algum tempo para formar sua própria opinião sobre o sabá, o que tornaria difícil de acreditar que Jesus tenha ensinado uma posição ou outra e sido ignorado. O artigo da Enciclopédia Judaica sobre Jesus argumenta que a Halacá ("Lei judaica") não havia atingido sua forma definitiva na época por causa das disputas entre Bet Hillel e Bet Shammai (veja Hillel e Shammai).
Havia debates também dentro do próprio cristianismo primitivo, como o que ocorreu no Concílio de Jerusalém entre Paulo e os judeo-cristãos sobre o quanto da Lei Mosaica deveria um cristão seguir. Esta passagem pode ter sido utilizada pelos primeiros cristãos para apoiar os que defendiam uma observância menos estrita do sabá contra judeus como os fariseus, que defendiam uma linha dura em relação ao tema. Segundo a Enciclopédia judaica, "...rabinos mais estritos permitiam apenas o salvamento de uma vida como desculpa para a mais singela violação do descanso do sabá (Shab. xxii. 6)" (ver também Concílio de Jâmnia).
O Jesus Seminar determinou que Marcos 2:23–28, Mateus 12:1–8 e Lucas 6:1–5 são atos de Jesus da categoria "rosa", ou seja, "uma aproximação do que Jesus fez", e chama este episódio de "Observância do sabá".